# Lista de episódios de The Boulet Brothers' Dragula
The Boulet Brothers' Dragula: Search for the World's Next Drag Supermonster é um reality show apresentado pelas drag monsters The Boulet Brothers. A primeira temporada do show estreou no Halloween, 31 de Outubro de 2016. A segunda temporada também estreou no Halloween, 31 de Outubro de 2018. A terceira temporada estreou em 27 de Agosto de 2019. O show foi renovado para uma nova temporada em 4 de Dezembro de 2019.

## Resumo
| Temporada | Temporada | Episódios | Exibição original     | Exibição original      |
| Temporada | Temporada | Episódios | Estreia de temporada  | Final de temporada     |
| --------- | --------- | --------- | --------------------- | ---------------------- |
|           | 1         | 8         | 31 de Outubro de 2016 | 16 de Janeiro de 2017  |
|           | 2         | 10        | 31 de Outubro de 2017 | 16 de Janeiro de 2018  |
|           | 3         | 10        | 27 de Agosto de 2019  | 29 de Outubro de 2019  |
|           | 4         | 10        | 19 de Outubro de 2021 | 21 de Dezembro de 2021 |
|           | 5         | 10        | 31 de Outubro de 2023 | 16 de Janeiro de 2024  |
|           | 6         | 10        | 1 de Outubro de 2024  | Em exibição            |

## Episódios

### 1ª Temporada (2016–17)
| No. geral | No. | Título                             | Exibição                |
| --------- | --- | ---------------------------------- | ----------------------- |
| 1         | 1   | "Wickedest Witch"                  | 31 de Outubro de 2016   |
| 2         | 2   | "80's Female Wrestler"             | 14 de Novembro de 2016  |
| 3         | 3   | "Zombies in Death Valley"          | 28 de Novembro de 2016  |
| 4         | 4   | "Pretty, Pink, Fishy Drag"         | 12 de Dezembro de 2016  |
| 5         | 5   | "Trannyshack Club"                 | 2 de Janeiro de 2017    |
| 6         | 6   | "Finale"                           | 16 de Janeiro de 2017   |
| 7         | 7   | "Secrets of Dragula: Lost Footage" | 20 de Fevereiro de 2017 |
| 8         | 8   | "Reunion"                          | 20 de Março de 2017     |

### 2ª Temporada (2017–18)
| No. geral | No. | Título                          | Exibição               |
| --------- | --- | ------------------------------- | ---------------------- |
| 9         | 1   | "Cenobites"                     | 31 de Outubro de 2017  |
| 10        | 2   | "Ghost Town Ghouls"             | 7 de Novembro de 2017  |
| 11        | 3   | "Shock Rock and Metal"          | 14 de Novembro de 2017 |
| 12        | 4   | "Sci-Fi Babes"                  | 21 de Novembro de 2017 |
| 13        | 5   | "Scream Queens"                 | 28 de Novembro de 2017 |
| 14        | 6   | "Gothic Brides"                 | 5 de Dezembro de 2017  |
| 15        | 7   | "Welcome to Wasteland (Part 1)" | 12 de Dezembro de 2017 |
| 16        | 8   | "Welcome to Wasteland (Part 2)" | 19 de Dezembro de 2017 |
| 17        | 9   | "The Last Supper"               | 9 de Janeiro de 2018   |
| 18        | 10  | "Finale"                        | 16 de Janeiro de 2018  |

### 3ª Temporada (2019)
| No. geral | No. | Título                         | Exibição               |
| --------- | --- | ------------------------------ | ---------------------- |
| 19        | 1   | "The Lesser of Two Evils"      | 27 de Agosto de 2019   |
| 20        | 2   | "Don't Suck"                   | 3 de Setembro de 2019  |
| 21        | 3   | "Drag Monsters of Rock"        | 10 de Setembro de 2019 |
| 22        | 4   | "The Demon's Blood"            | 17 de Setembro de 2019 |
| 23        | 5   | "No Throw Aways, Not Recycled" | 24 de Setembro de 2019 |
| 24        | 6   | "The Operating Theatre"        | 1 de Outubro de 2019   |
| 25        | 7   | "Le Freak"                     | 8 de Outubro de 2019   |
| 26        | 8   | "Halloween Haunt"              | 15 de Outubro de 2019  |
| 27        | 9   | "Back from the Dead"           | 22 de Outubro de 2019  |
| 28        | 10  | "The Grand Finale"             | 29 de Outubro de 2019  |

### 4ª Temporada (2021)
| No. geral | No. | Título                    | Exibição               |
| --------- | --- | ------------------------- | ---------------------- |
| 29        | 1   | "Horror Icons Reimagined" | 19 de Outubro de 2021  |
| 30        | 2   | "Nosferatu Beach Party"   | 26 de Outubro de 2021  |
| 31        | 3   | "Weird, Wild, West"       | 2 de Novembro de 2021  |
| 32        | 4   | "Monsters of Rock"        | 9 de Novembro de 2021  |
| 33        | 5   | "Ghostship Glamour"       | 16 de Novembro de 2021 |
| 34        | 6   | "Hairy Monsters!"         | 23 de Novembro de 2021 |
| 35        | 7   | "Exorsisters"             | 30 de Novembro de 2021 |
| 36        | 8   | "Killer Clowns"           | 7 de Dezembro de 2021  |
| 37        | 9   | "The Last Supper"         | 14 de Dezembro de 2021 |
| 38        | 10  | "Season 4 Grand Finale"   | 21 de Dezembro de 2021 |

### 5ª Temporada (2023-24)
| No. geral | No. | Título                    | Exibição               |
| --------- | --- | ------------------------- | ---------------------- |
| 39        | 1   | "Terror In The Woods"     | 31 de Outubro de 2023  |
| 40        | 2   | "Children of The Can"     | 7 de Novembro de 2023  |
| 41        | 3   | "Ghosts of the Gatehouse" | 14 de Novembro de 2023 |
| 42        | 4   | "Gods of Death (Part 1)"  | 21 de Novembro de 2023 |
| 43        | 5   | "Gods of Death (Part 2)"  | 28 de Novembro de 2023 |
| 44        | 6   | "It Came From Beyond"     | 5 de Dezembro de 2023  |
| 45        | 7   | "Ultraviolet Umbras"      | 12 de Dezembro de 2023 |
| 46        | 8   | "Hymungous Horrors"       | 19 de Dezembro de 2023 |
| 47        | 9   | "The Last Supper"         | 9 de Janeiro de 2024   |
| 48        | 10  | "The Grand Finale"        | 15 de Janeiro de 2024  |

### 6ª Temporada (2024-)
| No. geral | No. | Título             | Exibição             |
| --------- | --- | ------------------ | -------------------- |
| 49        | 1   | "Welcome to Hell!" | 1 de Outubro de 2024 |
| 50        | 2   | "Killer Dolls"     | 8 de Outubro de 2024 |